# Дом ветеранов сцены (Санкт-Петербург)
Дом ветеранов сцены им. М. Г. Савиной (ДВС) — на Петровском острове в Петроградском районе Санкт-Петербурга. Основан в 1896 году русской актрисой Марией Гавриловной Савиной.

## История
Дом построен в 1900—1902 годах на Петровском острове на деньги мужа актрисы, мецената А. Е. Молчанова (архитектор М. Ф. Гейслер), на дарованной царём земле. Идея Савиной была создать «убежище для престарелых актёров, не богадельню, а дом отдыха до конца жизни для художников сцены. В этом убежище они должны найти покой, наивозможнейший комфорт и нежное бережное отношение за свой труд». Земля эта была защищена царским указом, запрещающим её отчуждение (продажу) от дома. Советская власть приняла наследство, ратифицировав этот указ в 1923 году.
В 1948—1956 годах дом был расширен и реконструирован. Постановлением Правительства от 10.07.2001 № 527 всей территории ДВС присвоен статус памятника истории и культуры федерального значения. По состоянию на 2006 год Дом и прилегающая к нему территория находятся в безвозмездном пользовании у Союза театральных деятелей России .
В доме живут актёры, режиссёры и художники, участники ВОВ, фронтовики, кавалеры боевых орденов, блокадники, узники нацистских и сталинских концлагерей, из них четыре народных и одиннадцать заслуженных артистов России.
Дом и прилегающий к нему исторический парк занимают пять с половиной гектаров. В парке, заложенном ещё при Петре I, растут именные деревья, посаженные в честь актёров, художников, композиторов. Многие деревья охраняются государством.
21 мая 1957 года здесь дал свой последний концерт Александр Вертинский, через несколько часов скончавшийся в гостинице «Астория».

## Реконструкция Дома ветеранов сцены им. М. Г. Савиной
Во время обсуждения планов реконструкции Дома ветеранов сцены им. М. Г. Савиной в 2006 году появились публикации о якобы намерениях председателя Союза театральных деятелей Александра Калягина продать часть территории компании Система-Галс и построить на территории памятника федерального значения жилой дом. Ситуация дошла до президента В. В. Путина, распорядившегося разобраться в конфликте и пообещавшего выделить средства на ремонт Дома ветеранов из бюджета. В результате вмешательства Президента Система-Галс безвозмездно перечислила Союзу театральных деятелей, в чьём ведении находится Дом ветеранов, на проведение ремонта 132 миллиона рублей. Губернатор Санкт-Петербурга Валентина Матвиенко предлагала передать Дом на городской баланс, однако Александр Калягин высказался против этого, так как, по его мнению, в таком случае Дом ветеранов сцены потеряет своё творческое лицо и станет просто городским учреждением. Калягин счёл одну из публикаций «Петербургского театрального журнала» оскорбительной для его чести и достоинства, оценив ущерб в полмиллиона рублей. Однако суд уменьшил эти требования, взыскав с «Петербургского театрального журнала» 1 рубль, а с редактора журнала Марины Дмитревской 1 тысячу рублей.
В период с 2007 по 2009 год велась работа по созданию проектной документации и согласованию её с Службой государственного строительного надзора и экспертизы Санкт-Петербурга и другими уполномоченными на то организациями. Также в прессе была опубликована информация о том, что к 2010 году Союз театральных деятелей уже потратил половину указанных средств, но неоднократные проверки, проводимые Прокуратурой Санкт-Петербурга, нарушений не выявили. По информации тогдашнего директора Дома ветеранов сцены Александра Белокобыльского, Союз театральных деятелей уже потратил половину из указанных средств, но неоднократные обращения по этому поводу в прокуратуру и ОБЭП результатов не дали. В декабре 2010 года здание Дома ветеранов сцены внесено в «чёрный список» МЧС по пожарной безопасности.
2 мая 2013 года перед завершением реконструкции Дом ветеранов сцены посетил Владимир Путин. Александр Калягин рассказал Президенту  РФ о ходе работ и их результатах: были отремонтированы не только здания, но воссозданы по старинным чертежам люстры и другие элементы интерьера, расчищены старинные росписи, выполненные иконописцами школы В. Васнецова. Была восстановлена домовая церковь, уничтоженная в 1930 году. Патриарх Московский и всея Руси Кирилл освятил храм 28 мая 2013 года, в день торжественного открытия отреставрированного Дома ветеранов сцены им. М. Г. Савиной. Переезд ветеранов из Дома творчества «Комарово», в котором они жили в период реконструкции, состоялся в октябре 2013 года. 25 октября 2013 года Председатель Союза театральных деятелей России Александр Калягин и Управляющий делами Президента РФ Владимир Кожин посетили Петербургский Дом ветеранов сцены имени М. Г. Савиной и участвовали в празднике новоселья. Дом ветеранов сцены передан на баланс и в оперативное управление Управлению делами Президента Российской Федерации. Федеральное государственное бюджетное учреждение «Дом ветеранов сцены имени М.Г. Савиной (пансионат)» Управления делами Президента Российской Федерации.